# NGC 7637
NGC 7637 (другие обозначения — PGC 71440, ESO 12-1, AM 2322-821, IRAS23226-8211) — спиральная галактика (Sc) в созвездии Октант.
Этот объект входит в число перечисленных в оригинальной редакции «Нового общего каталога».
В галактике вспыхнула сверхновая SN 2012ah типа Ia, её пиковая видимая звездная величина составила 14,8.